# Xã Milaca, Quận Mille Lacs, Minnesota
Xã Milaca (tiếng Anh: Milaca Township) là một xã thuộc quận Mille Lacs, tiểu bang Minnesota, Hoa Kỳ. Năm 2010, dân số của xã này là 1.617 người.